# Uranoscodon
Uranoscodon — одновидовий рід ігуаноморфних ящірок, єдиним представником якого є Uranoscodon superciliosus, що належить до родини Tropiduridae. Зустрічається в тропічній частині Південної Америки.

## Опис

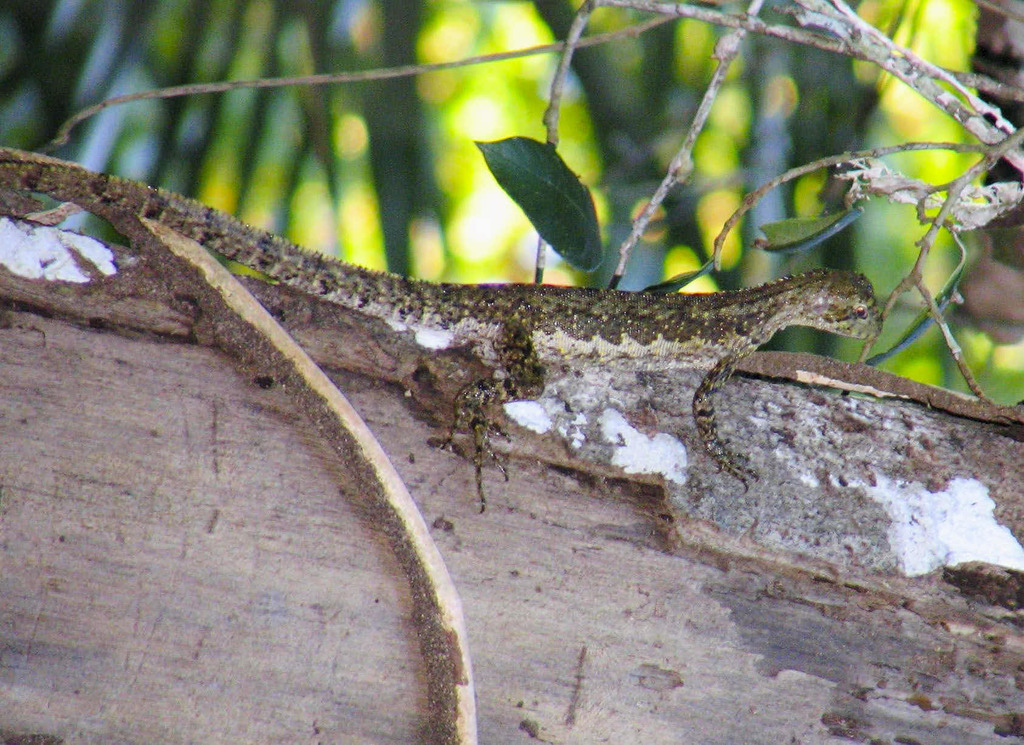

Uranoscodon superciliosus має відносно невелику голову з тілом і хвостом, які демонструють латерально-латеральне стиснення, але вони не дуже сплощені. Має відносно довгий хвіст і ноги. Загальний колір коричневий. Навколо голови дорослих особин є оборка. Довжина тіла 38 см, хвіст удвічі довше.

## Поширення і середовище проживання
Uranoscodon superciliosus зустрічається в амазонських регіонах Бразилії, Французької Гвіани, Гаяни, Суринаму, східної Венесуели, східної Колумбії, Болівії та північно-східного Перу. Однак у Перу відоме лише одне місце розташування поблизу колумбійсько-бразильського кордону. Цей вид зустрічається в заплавних лісах igapó і várzea, а також у прибережних районах наземних лісів, тобто лісів, які не піддаються сезонному затопленню.

## Біологія
Uranoscodon superciliosus проводить більшу частину часу на стовбурах дерев і переважно комахоїдний. Це засідний хижак, який харчується в основному прямокрилими, тарганами, дощовими черв'яками і гусеницями, а також дрібними жабами. Здається, вони з’їдають найбільшу кількість личинок у період піку відкладання яєць у липні-листопаді. У разі загрози ці ящірки, як відомо, пірнають у воду. Вони відкладають до 16 яєць і, як відомо, гніздяться в норах або в дуплах дерев .